# وردیهپلم
وردیهپلم (به انگلیسی: Varadaiahpalem) یک منطقهٔ مسکونی در هند است که در آندرا پرادش واقع شده‌است.

## خصوصیات
وردیهپلم ۲۰۰٬۰۰۰ نفر جمعیت دارد.